# Stazione di Ponte Ginori
La stazione di Ponte Ginori è una fermata ferroviaria posta sulla linea Cecina-Volterra. Serve il centro abitato di Ponte Ginori, frazione del comune di Montecatini Val di Cecina.

## Strutture e impianti
La fermata dispone di un fabbricato viaggiatori di piccole dimensioni, inaccessibile all’utenza in quanto in larga parte ceduto a privati e adibito ad abitazione. Lo stile del fabbricato è comune ad altri della linea nell’architettura, caratterizzato da tre archi nella parte lato binari ove un tempo trovavano posto l’ufficio movimento, la sala d’attesa e l’accesso all’appartamento del capostazione. Accanto al FV, a destra e sinistra, si trovano altri due fabbricati che ospitarono i servizi igienici e un magazzino di servizio. Entrambi giacciono in condizioni di degrado ed abbandono.
La fermata dispone del solo binario di corsa della linea, servito da apposita banchina.

## Movimento
L'impianto è servito da treni regionali svolti da Trenitalia nell'ambito del contratto di servizio stipulato con la Regione Toscana. Da settembre 2020 il servizio è stato sostituito con corse autolinee.